# Camila Giorgi
Camila Giorgi (* 30. Dezember 1991 in Macerata) ist eine ehemalige italienische Tennisspielerin.

## Karriere
Giorgi begann im Alter von fünf Jahren mit dem Tennissport und spielt am liebsten auf Hartplätzen. Als Juniorin hat sie keine nennenswerten Resultate vorzuweisen. Stattdessen konzentrierte sie sich frühzeitig auf die Profi-Tour und bestritt 2006 ihr erstes Turnier auf dem ITF Women’s Circuit. 2010 gewann sie in Rock Hill bei einem Turnier der $25.000-Kategorie ihren ersten von insgesamt fünf ITF-Titeln. 2011 konnte sie ein weiteres Turnier in Carson gewinnen, dieses Mal eines der $50.000-Kategorie. In diesem Jahr spielte sie fast ausschließlich in den USA, lediglich zur Qualifikation für Wimbledon reiste sie nach Europa und erreichte bei ihrem ersten offiziellen Wettkampf auf Rasen überhaupt auf Anhieb das Hauptfeld; verlor jedoch in der ersten Runde deutlich gegen Zwetana Pironkowa.
Im Jahr darauf startete sie in London erneut in der Qualifikation und zog nach Siegen über ihre Landsfrau Flavia Pennetta sowie Nadja Petrowa überraschend und ohne Satzverlust ins Achtelfinale ein, wo sie sich erst Agnieszka Radwańska geschlagen geben musste. Bei den China Open in Peking gelang ihr, ebenfalls aus der Qualifikation kommend, in Runde eins gegen Sara Errani nach Aufgabe der erste von neun Siegen gegen eine Top-10-Spielerin. In der Weltrangliste rückte Giorgi durch diese Erfolge erstmals in die Top 100 der Welt vor. 2014 trat sie ausschließlich auf der WTA Tour an, konnte aber einzig bei den Grand Slams überzeugen. So erreichte sie in Wimbledon die dritte Runde, in der sie der späteren Siegerin Marion Bartoli unterlag und bei den US Open nach ihrem bis dahin größten Sieg gegen Caroline Wozniacki ihr zweites Grand-Slam-Achtelfinale.
Nachdem sie vor allem bei größeren Turnieren überrascht hatte, stand sie in Katowice 2014 zum ersten Mal im Endspiel eines WTA-Turniers der International-Kategorie. Doch musste sie sich dort gegen Alizé Cornet wie auch beim Finale der Generali Ladies Linz im Oktober gegen Karolína Plíšková nach hartem Kampf in drei langen Sätzen geschlagen geben. In Indian Wells erregte sie außerdem mit einem Drittrundenerfolg über Marija Scharapowa Aufmerksamkeit. Mit dem Erreichen der vierten Runde etablierte sich Giorgi endgültig in den Top 50 der Welt. 2015 erreichte sie erneut das Finale von Katowice; verlor dort aber nach einem Halbfinalsieg über Agnieszka Radwańska gegen Anna Karolína Schmiedlová im Finale mit 4:6 und 3:6. Ihren ersten Titel konnte sie noch im selben Jahr in ’s-Hertogenbosch feiern, nachdem sie Belinda Bencic im Endspiel besiegt hatte.
Es folgte jedoch ein enttäuschendes Jahr 2016, in der sie nur bei den French Open über die erste Runde hinauskam und in Katowice auch beim dritten Anlauf im Finale verlor; dieses Mal gegen Dominika Cibulková mit 4:6 und 0:6. Ihre Formschwäche zog sich auch über die gesamte Saison 2017, in der Giorgi lediglich ein einziges Halbfinale zum Jahresanfang in Shenzhen erreichte. Immerhin gelang ihr in London 2017 nach saisonübergreifend vier Erstrundenniederlagen bei Grand-Slam-Turnieren in Folge wieder einmal der Einzug in die dritte Runde; dort verlor sie aber gegen Jeļena Ostapenko in zwei Sätzen. Zum Saisonauftakt 2018 kämpfte sie sich in die Weltspitze zurück, nachdem sie in Sydney aus der Qualifikation und ohne Satzverlust nach Siegen gegen Sloane Stephens, Petra Kvitová und Agnieszka Radwańska ins Halbfinale gekommen war, wo sie erst an Angelique Kerber scheiterte. Ihren größten Erfolg erzielte Giorgi in Wimbledon mit dem Erreichen ihres ersten Grand-Slam-Viertelfinals, in dem sie Serena Williams in drei Sätzen unterlag. Nachdem sie in Tokio nach ihrem dritten Sieg über Caroline Wozniacki bereits das Halbfinale erreicht hatte, war sie bei ihrer zweiten Finalteilnahme beim Upper Austria Ladies Linz 2018 erstmals siegreich. Im Finale setzte sich Giorgi gegen Jekaterina Alexandrowa deutlich mit 6:3 und 6:1 durch und gewann damit ihren zweiten WTA-Titel. 2018 beendete die Italienerin zum ersten Mal eine Saison in den Top 30 der Welt und erreichte im Dezember mit Platz 26 ihre bislang beste Karriereplatzierung.

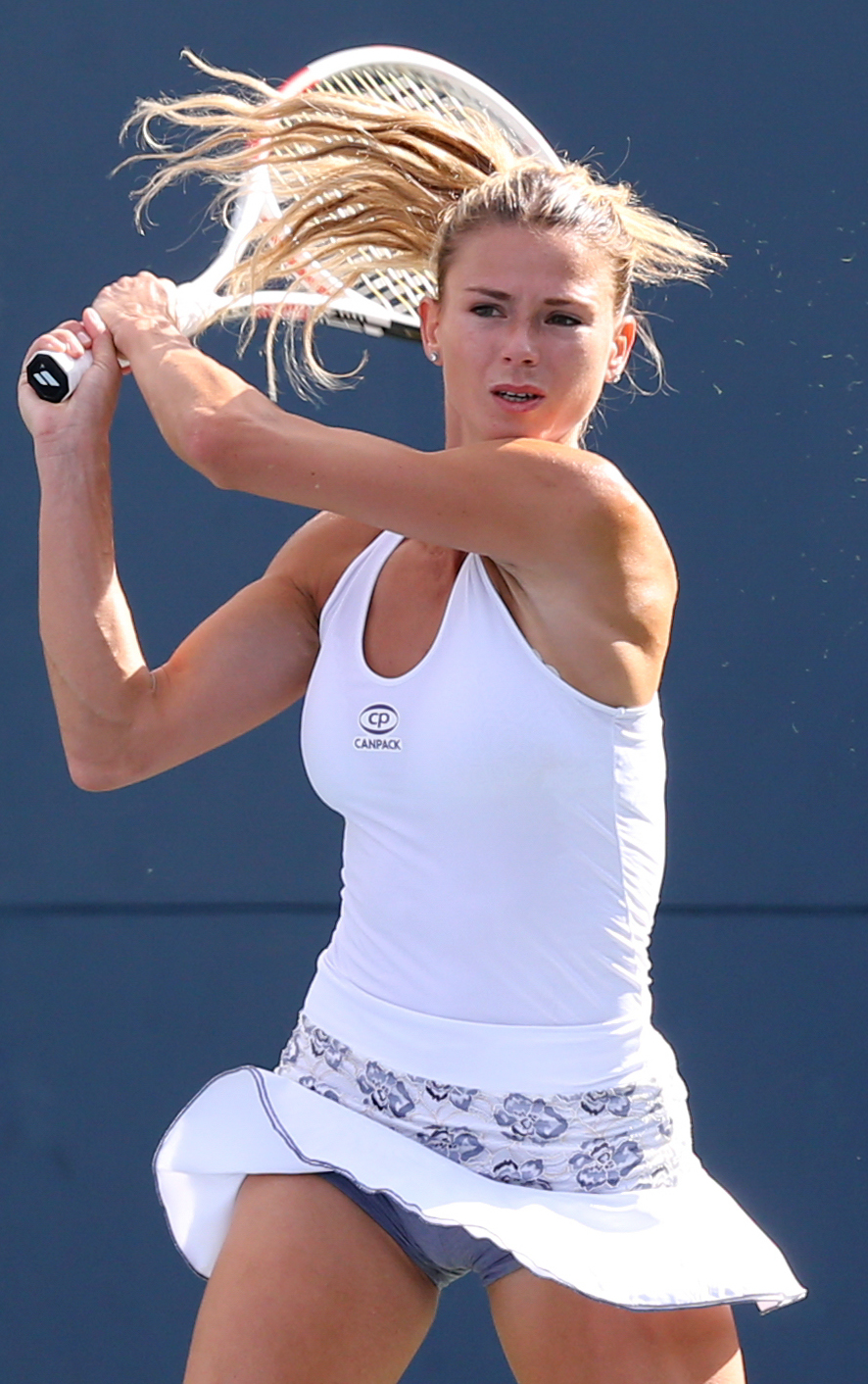
Camila Giorgi beim Bronx Cup 2019

2019 startete die Italienerin solide mit einer dritten Runde in Melbourne. Probleme am Handgelenk zwangen sie jedoch dazu, die Sandplatzsaison auszusetzen. Nach einer Erstrundenniederlage in Wimbledon erreichte sie in Washington und in den New Yorker Bronx zwei weitere Finals, verlor diese aber gegen Jessica Pegula respektive Magda Linette. Trotz der längeren verletzungsbedingten Auszeit konnte sie auch die Saison 2019 zum siebten Jahr in Folge unter den Top 100 der Welt abschließen.
Bei den Australian Open 2020 erreichte sie wie schon im Vorjahr die dritte Runde und unterlag dort Angelique Kerber in drei Sätzen.
Ihren mit Abstand größten Sieg im Einzel feierte sie im Jahr 2021, als sie überraschend das Turnier von Montreal gewann. Sie ist erst die zweite Italienerin in der Open Era, die ein Turnier der Kategorie WTA 1000 gewinnen konnte. Dies schaffte vor ihr einzig Flavia Pennetta im Jahr 2014 bei ihrem Sieg in Indian Wells.
Am 7. Mai 2024 wurde ihr Karriereende bekanntgegeben.

### Fed Cup
Seit 2014 hat Camila Giorgi 13 Partien für die italienische Fed-Cup-Mannschaft im Einzel und Doppel bestritten und davon fünf gewinnen können (5:7 Bilanz im Einzel, 0:1 Bilanz im Doppel). 2016 kam es zu einer offenen Auseinandersetzung zwischen Giorgi und dem italienischen Tennisverband (FIT), nachdem die Italienerin bekannt gegeben hatte, lieber bei der Qualifikation zum Porsche Tennis Grand Prix in Stuttgart spielen zu wollen, statt ihr Land beim Weltgruppen-Playoff gegen Spanien zu vertreten. Als Reaktion darauf erhob der Verbandspräsident Angelo Binaghi gegen Giorgi sowie ihren als Trainer fungierenden Vater wegen Vertragsbruchs ein Strafgeld in Höhe von 160.000 Euro, weil sie ihrer mit der Betreuung am nationalen Tenniszentrum in Tirrenia verbundenen Verpflichtung, Italien im Fed Cup zu vertreten, nicht nachkämen. Die Giorgis wiesen die Drohung zurück und distanzierten sich ihrerseits vom italienischen Tennisverband, sodass Georgi trotz erfolgreicher Qualifikation auf ihre Teilnahme an den Olympischen Sommerspielen 2016 verzichtete. Erst 2019 stieß Giorgi nach erfolgter Aussöhnung wieder zur Mannschaft dazu, verlor aber bei ihrem Comeback gegen die Schweiz jeweils im Einzel gegen Belinda Bencic und Viktorija Golubic.

## Persönliches
Camila Giorgi, deren Eltern aus Argentinien stammen, hat zwei Brüder und ist jüdischer Herkunft.
Ihre ältere Schwester Antonella verunglückte bei einem Autounfall im Juli 2011 tödlich.

## Erfolge

### Einzel

#### Turniersiege
| Nr. | Datum             | Turnier          | Kategorie         | Belag             | Finalgegnerin          | Ergebnis       |
| --- | ----------------- | ---------------- | ----------------- | ----------------- | ---------------------- | -------------- |
| 1.  | 7. September 2009 | Kattowitz        | ITF $25.000       | Sand              | Xenija Perwak          | 6:2, 6:3       |
| 2.  | 22. November 2009 | Toronto          | ITF $50.000       | Hartplatz (Halle) | Anikó Kapros           | 4:6, 6:4, 6:0  |
| 3.  | 24. Oktober 2010  | Rock Hill        | ITF $25.000       | Hartplatz         | Irina Falconi          | 6:3, 6:4       |
| 4.  | 29. Mai 2011      | Carson           | ITF $50.000       | Hartplatz         | Alexa Glatch           | 7:64, 6:1      |
| 5.  | 22. April 2012    | Dothan           | ITF $50.000       | Sand              | Edina Gallovits-Hall   | 6:2, 4:6, 6:4  |
| 6.  | 14. Juni 2015     | ’s-Hertogenbosch | WTA International | Rasen             | Belinda Bencic         | 7:5, 6:3       |
| 7.  | 15. Oktober 2018  | Linz             | WTA International | Hartplatz (Halle) | Jekaterina Alexandrowa | 6:3, 6:1       |
| 8.  | 15. August 2021   | Montreal         | WTA 1000          | Hartplatz         | Karolína Plíšková      | 6:3, 7:5       |
| 9.  | 26. Februar 2023  | Mérida           | WTA 250           | Hartplatz         | Rebecca Peterson       | 7:63, 1:6, 6:2 |

#### Finalteilnahmen
| Nr. | Datum            | Turnier          | Kategorie         | Belag             | Siegerin                  | Ergebnis        |
| --- | ---------------- | ---------------- | ----------------- | ----------------- | ------------------------- | --------------- |
| 1.  | 13. April 2014   | Kattowitz        | WTA International | Hartplatz (Halle) | Alizé Cornet              | 6:73, 7:5, 5:7  |
| 2.  | 12. Oktober 2014 | Linz             | WTA International | Hartplatz (Halle) | Karolína Plíšková         | 7:64, 3:6, 6:74 |
| 3.  | 12. April 2015   | Kattowitz        | WTA International | Hartplatz (Halle) | Anna Karolína Schmiedlová | 4:6, 3:6        |
| 4.  | 10. April 2016   | Kattowitz        | WTA International | Hartplatz (Halle) | Dominika Cibulková        | 4:6, 0:6        |
| 5.  | 4. August 2019   | Washington       | WTA International | Hartplatz         | Jessica Pegula            | 2:6, 2:6        |
| 6.  | 24. August 2019  | New York (Bronx) | WTA International | Hartplatz         | Magda Linette             | 7:5, 5:7, 4:6   |

## Abschneiden bei Grand-Slam-Turnieren

### Einzel
| Turnier         | 2010 | 2011 | 2012 | 2013 | 2014 | 2015 | 2016 | 2017 | 2018 | 2019 | 2020 | 2021 | 2022 | 2023 | 2024 | Karriere |
| --------------- | ---- | ---- | ---- | ---- | ---- | ---- | ---- | ---- | ---- | ---- | ---- | ---- | ---- | ---- | ---- | -------- |
| Australian Open | —    | —    | —    | 1    | 2    | 3    | 1    | 1    | 2    | 3    | 3    | 2    | 3    | 3    | 1    | 3        |
| French Open     | —    | —    | Q3   | 1    | 2    | 2    | 2    | 1    | 3    | —    | 1    | 2    | AF   | 2    |      | AF       |
| Wimbledon       | —    | 1    | AF   | 3    | 2    | 3    | 1    | 3    | VF   | 1    |      | 2    | 1    | 1    |      | VF       |
| US Open         | Q1   | Q2   | 1    | AF   | 1    | 2    | 1    | 1    | 2    | 1    | 2    | 1    | 2    | 1    |      | AF       |

Zeichenerklärung: S = Turniersieg; F, HF, VF, AF = Einzug ins Finale / Halbfinale / Viertelfinale / Achtelfinale; 1, 2, 3 = Ausscheiden in der 1. / 2. / 3. Hauptrunde; Q1, Q2, Q3 = Ausscheiden in der 1. / 2. / 3. Qualifikationsrunde; nicht ausgetragen